# نبردناو روستیسلاف
نبردناو روستیسلاف (به انگلیسی: Russian battleship Rostislav) یک کشتی است که طول آن ۳۵۱ فوت ۱۰ اینچ (۱۰۷٫۲ متر) می‌باشد. این کشتی در سال ۱۸۹۶ ساخته شد.